# خانية تبريز
خانية تبريز كانت إحدى خانات أذربيجان من عام 1757 إلى عام 1799، وكان مركزها حول تبريز ويقودها أعضاء قبيلة دونبولي الكردية التركية.

## التاريخ

### التأسيس
حتى نهاية الدولة الصفوية، كانت مدينة تبريز والمناطق المحيطة بها تابعةً لإيران وكانت عاصمة مقاطعة (بكلاربيجي) في منطقة أذربيجان التاريخية. كان أول خان في تبريز، هو نجف قلي خان، وقد دخل في خدمة نادر شاه بعد أن استولى على منطقة خوي من العثمانيين في عام 1734. وقد يرافق العديد من بعثات نادر شاه اللاحقة.
بعد وفاة نادر شاه أفشار، قُسمَت إمبراطوريته بين ورثته، والجنرالات الأفشاريين السابقين، والميليشيات والقبائل المحلية. مع اندلاع حرب الخلافة بين أمراء القاجار والزند على عرش إيران ، أسس أمراء دونبولي من خوي وسلماس حكمهم في تبريز ووسعوا نفوذهم ليشمل المقاطعة بأكملها. استولى آزاد خان الأفغاني [الإنجليزية]، أمير حرب بشتوني على أذربيجان. أصبحت تبريز عاصمة لمملكة النجف قلي خان مع فتح علي خان أفشار [الإنجليزية] نائبًا له. واحتفظ نجف قولي خان بمرتبته كأمير الأمراء.

### الفترة الزندية
انشق نجف قلي خان وقبيلة الدونبوليس بشكل عام إلى محمد حسن خان القاجاري أثناء غزوه لأذربيجان في عام 1757، ونتيجة لذلك تمكنوا من وضع تبريز تحت سيطرتهم. وفي وقت لاحق، أعلنوا الولاء لكريم خان زند أثناء غزوه في عام 1763. في عام 1769، عيَّن كريم خان الزندي نجف قلي خان حاكمًا لتبريز. وقد حافظ على سيطرة زاند على أذربيجان بقوة غير عادية.
بعد وفاة كريم خان زند عام 1779، غزا صادق خان الشقاقي [الإنجليزية] وخانية سراب تبريز عام 1787 وقتلوا خداد خان.  أدى غزو آغا محمد خان قاجار لأذربيجان عام 1791 إلى تدمير خانية سراب، التي أعادت تبريز إلى دونبوليس. في عام 1796، تم إعلان آغا محمد خان شاهًا وإمبراطورًا لعموم إيران . وبعد وفاته عام 1797، ثار صادق خان شقاقي ضد الحاكم الإيراني الجديد فتح علي ، وحاول الاستيلاء على أراضي الدونبولي، لكن تم صده.

### سقوط الخانية
وقد تم العفو عنه، لكنه ثار مرة أخرى في عام 1798 عندما تم تعيين جعفر خان دونبولي حاكماً لتبريز. وفي نهاية المطاف تحالفوا ضد القاجاريين إلى جانب الأفشاريين من أرومية .  سمع فتح علي خان قاجار بالخبر في شهر ذي القعدة سنة 1212 (أبريل-مايو 1798) وأصدر فرمانًا لثني النخبة في تبريز عن دعم التحالف.  وفي النهاية، تحركت القوات الإيرانية إلى أذربيجان، واستولت على أورميا في 20 يونيو، وفي الأول من يوليو تحركت نحو سلماس وخوي وخلعت جعفر قلي خان [الإنجليزية].  بحلول ذلك الوقت، كان فتح علي شاه قد سئم من صادق، فأمر بحبسه في جدار وقتله في قصر جولستان في عام 1800.
عندما توفي حسين قلي خان في عام 1799، عاد جعفر إلى خوي بدعم من الشيوخ وطلب من فتح علي شاه تأكيد منصبه كحاكم لخوي. رفض فتح علي شاه وأرسل ابنه عباس ميرزا للتعامل مع الدونبوليس. في يونيو دخل عباس ميرزا تبريز،  وأخيرًا هزم جيش الدونبولي في 17 سبتمبر ودخل خوي، مما أدى فعليًا إلى إنهاء جيش الدونبولي كقوة سياسية رئيسية في المنطقة. في عام 1809 تم دمج خانية تبريز في الوصاية الجديدة (الولاية) لولي العهد القاجاري، الذي يشغل تقليديًا منصب نائب ( والي ) أذربيجان مع مقر سلطته في تبريز.

## خانات تبريز
- نجف قلي خان الأول (ابن شهباز خان الأول)، *1713، †1785، خلف والده عام 1731 في تشور، 1731-1785 حاكم تشور وسلماس، خلف شقيقه مرتضى قلي خان الثاني عام 1747 كزعيم لقبيلة دونبولي، 1757-1785 حاكم في أذربيجان، 1769-1785 حاكم تبريز، أول خان لتبريز
- خداداد خان (ابنه)، †1787 (قُتل على يد صادق خان شقاقي [الإنجليزية])، خلف والده عام 1785 في تبريز، 1785-1787 حاكم تبريز، خان تبريز الثاني
- حسين قلي خان (ابن أخ نجف قلي خان)، *1756، †1798، 1786-1793 و1797-1798 حاكم خوي، الخان الرابع لخوي، في عام 1787 ضم تبريز إلى ممتلكاته باعتباره الخان الثالث لتبريز.
- جعفر قلي خان دونبولي [الإنجليزية] (شقيق حسين قلي خان)، عارض شقيقه في الفترة من 1793 إلى 1797 و1799 في ممتلكات شقيقه، خان تبريز الرابع.
- نجف قلي خان الثاني (حفيد خداداد خان)، حاكم تبريز وخانها الحاكم عام 1809. - بعده أصبحت تبريز مقرًا لولي العهد الفارسي من سلالة القاجار الذي كان أيضًا حاكمًا بالنيابة لأذربيجان.[10][11]